# Mistrovství světa v ledním hokeji 1973
40. mistrovství světa  a 51. mistrovství Evropy v ledním hokeji probíhalo ve dnech 31. března – 15. dubna 1973 v Moskvě v Sovětském svazu.
Turnaje se zúčastnilo 22 mužstev, rozdělených do tří výkonnostních skupin. Ve skupině A se hrálo dvoukolově, v ostatních skupinách jednokolově.
Mistrovství vyhráli suverénním způsobem sovětští hokejisté. Domácí zvítězili bez ztráty bodu a se skóre 100:18. Českoslovenští skončili překvapivě až bronzoví - částečně zaspali vývoj, nepřizpůsobili se tvrdé hře Sovětů a Švédů, kteří důsledně přebrali zkušenosti ze soubojů s profesionály NHL. Hokejisté Československa se psychicky nedokázali vypořádat s faktem, že obhajují titul.
Týmy Polska a Německa byly jen do počtu. Soustředily se prakticky jen na vzájemný souboj o udržení a nebylo výjimkou, že prohrávaly dvoucifernými výsledky.

## Výsledky a tabulky
| 40. | Mistrovství světa | URS  | SWE  | TCH  | FIN  | POL   | GER   | V  | R | P | Skóre  | B  |
| 1.  | SSSR              | ***  | 6:1* | 3:2* | 8:2* | 9:3*  | 17:1* | 10 | 0 | 0 | 100:18 | 20 |
| 2.  | Švédsko           | 4:6  | ***  | 2:0* | 3:2* | 11:2* | 8:2*  | 7  | 1 | 2 | 53:23  | 15 |
| 3.  | ČSSR              | 2:4  | 3:3  | ***  | 4:2* | 14:1* | 4:2*  | 6  | 1 | 3 | 48:20  | 13 |
| 4.  | Finsko            | 1:9  | 1:2  | 0:8  | ***  | 5:0*  | 8:3*  | 3  | 1 | 6 | 24:39  | 7  |
| 5.  | Polsko            | 0:20 | 0:7  | 1:4  | 1:1  | ***   | 2:4*  | 1  | 1 | 8 | 14:76  | 3  |
| 6.  | SRN               | 2:18 | 1:12 | 2:7  | 1:2  | 1:4   | ***   | 1  | 0 | 9 | 19:82  | 2  |

- s hvězdičkou = 1. kolo.

| 51. | Mistrovství Evropy | URS  | SWE  | TCH  | FIN  | POL   | GER   | V  | R | P | Skóre  | B  |
| 1.  | SSSR               | ***  | 6:1* | 3:2* | 8:2* | 9:3*  | 17:1* | 10 | 0 | 0 | 100:18 | 20 |
| 2.  | Švédsko            | 4:6  | ***  | 2:0* | 3:2* | 11:2* | 8:2*  | 7  | 1 | 2 | 53:23  | 15 |
| 3.  | ČSSR               | 2:4  | 3:3  | ***  | 4:2* | 14:1* | 4:2*  | 6  | 1 | 3 | 48:20  | 13 |
| 4.  | Finsko             | 1:9  | 1:2  | 0:8  | ***  | 5:0*  | 8:3*  | 3  | 1 | 6 | 24:39  | 7  |
| 5.  | Polsko             | 0:20 | 0:7  | 1:4  | 1:1  | ***   | 2:4*  | 1  | 1 | 8 | 14:76  | 3  |
| 6.  | SRN                | 2:18 | 1:12 | 2:7  | 1:2  | 1:4   | ***   | 1  | 0 | 9 | 19:82  | 2  |

- s hvězdičkou = 1. kolo.

 Československo -  Polsko 	14:1 (3:0, 6:0, 5:1)
31. března 1973 (16:00) – Moskva (Dvorec sporta Lužniki)

Branky a nahrávky Československa: 13:26 Jiří Kochta (Josef Paleček), 16:20 Oldřich Machač (Jiří Holík), 16:37 Josef Paleček (Jiří Kochta), 28:59 Richard Farda (Bohuslav Šťastný), 30:53 Jan Klapáč (Jiří Holík), 31:51 Václav Nedomanský (Josef Paleček, Jiří Kochta), 33:28 Bohuslav Šťastný (Vladimír Martinec), 33:53 Jan Klapáč (Jiří Holík, František Pospíšil), 36:22 Václav Nedomanský (Jiří Kochta), 46:04 Jiří Holík (Ivan Hlinka), 46:14 Vladimír Martinec (Josef Paleček), 49:18 Jaroslav Holík (Jiří Holík), 52:20 František Pospíšil (Jiří Holík), 57:42 Jaroslav Holík.

Branky a nahrávky Polska: 59:22 Stefan Chowaniec (Leszek Tokarz).

Rozhodčí: Aladar Gobetzky (AUT), Gord Lee (USA)

Vyloučení: 0:3 (2:0)

Diváků: 10 000
ČSSR: Jiří Holeček - Oldřich Machač, František Pospíšil, Milan Kužela, Karel Vohralík, Petr Adamík, Jiří Bubla – Jan Klapáč (41. Ivan Hlinka), Jaroslav Holík, Jiří Holík – Jiří Kochta, Václav Nedomanský, Josef Paleček – Vladimír Martinec, Richard Farda, Bohuslav Šťastný.
Polsko: Walery Kosyl - Leszek Tokarz, Jerzy Potz, Andrzej Słowakiewicz, Stanisław Fryźlewicz, Robert Góralczyk, Ludwik Czachowski – Jan Szeja, Mieczysław Jaskierski, Krzysztof Birula-Białynicki – Tadeusz Kacik, Walenty Ziętara, Józef Słowakiewicz – Józef Batkiewicz, Wiesław Tokarz, Stefan Chowaniec.
 SSSR -  SRN	17:1 (7:1, 6:0, 4:0)
31. března 1973 (19:30) – Moskva (Dvorec sporta Lužniki)

Branky SSSR: 4. Alexandr Gusev, 7. Alexandr Malcev, 7. Valerij Charlamov, 11. Boris Michajlov, 16. Alexandr Jakušev, 18. Vladimir Petrov, 20. Alexandr Bodunov, 29. Jurij Lebeděv, 31. Alexandr Martynjuk, 35. Boris Michajlov, 35. Vladimir Petrov, 40. Alexandr Jakušev, 40. Alexandr Malcev, 41. Alexandr Volčkov, 43. Alexandr Jakušev, 48. Boris Michajlov, 49. Alexandr Malcev.

Branky SRN: 2. Alois Schloder.

Rozhodčí: Ove Dahlberg (SWE), Wojciech Szczepek (POL)

Vyloučení: 5:7 (3:0)

Diváků: 14 000
SSSR: Treťjak – Vasiljev, Gusev, Paladjev, Ljapkin, Cygankov, Lutčenko – Michajlov, Petrov, Charlamov – Martyňuk, Šadrin, Jakušev – Lebeděv (41. Volčkov), Malcev, Bodunov.
SRN: Kehle (51. Merkle) – Thanner, Völk, U. Kiessling, Berndaner, Weide, Langner – Funk, Kuhn, Bauer – Schloder, Kühnhackl, Philip – Wünsch, Eimansberger, Egger.
 Švédsko -  Polsko 	11:2 (3:1, 2:1, 6:0)
1. dubna 1973 (16:00) – Moskva (Dvorec sporta Lužniki)

Branky Švédska: 3:12 Thommy Abrahamsson, 4:26 Börje Salming, 12:12 Inge Hammarström, 35:15 Mats Åhlberg, 38:38 Stefan Karlsson, 47:29 Anders Hedberg, 47:44 Dan Söderström, 51:21 Ulf Sterner, 56:58 Ulf Sterner, 57:18 Håkan Wickberg, 59:16 Mats Åhlberg.

Branky Polska: 14:25 Leszek Tokarz, 35:58 Walenty Ziętara.

Rozhodčí: Heini Ehrensperger (SUI), Franz Bader (FRG)

Vyloučení: 3:3 (0:0, 1:0)

Diváků: 10 000
 Finsko -  SRN		8:3 (3:1, 3:0, 2:2)
1. dubna 1973 (19:30) – Moskva (Dvorec sporta Lužniki)

Branky Finska: 1:06 Timo Sutinen, 7:29 Esa Peltonen, 8:25 Matti Keinonen, 27:53 Timo Turunen, 31:37 Timo Turunen, 33:31 Henry Leppä, 47:28 Lauri Mononen, 48:55 Timo Sutinen

Branky SRN: 14:28 Ignaz Berndaner, 48:16 Martin Hinterstocker, 52:35 Rainer Phillip.

Rozhodčí: Rudolf Baťa (TCH), Anatolij Zacharov (URS)

Vyloučení: 3:6 (1:0, 1:0)

Diváků: 10 000
 Československo -  Švédsko	0:2 (0:0, 0:0, 0:2)
2. dubna 1973 (16:00) – Moskva (Dvorec sporta Lužniki)

Branky a nahrávky Švédska: 54:31 Dan Söderström (Håkan Wickberg, Mats Åhlberg), 57:36 Tord Lundström (Inge Hammarström).

Rozhodčí: Gord Lee (USA), Franz Bader (FRG)

Vyloučení: 4:4 (0:0)

Diváků: 12 000
ČSSR: Jiří Holeček - Oldřich Machač, František Pospíšil, Milan Kužela, Karel Vohralík, Petr Adamík, Jiří Bubla - Jan Klapáč (41. Ivan Hlinka), Jaroslav Holík, Jiří Holík - Jiří Kochta, Václav Nedomanský, Josef Paleček - Vladimír Martinec, Richard Farda, Bohuslav Šťastný.
Švédsko: Christer Abrahamsson - Arne Carlsson, Thommy Abrahamsson, Karl-Johan Sundqvist, Lars-Erik Sjöberg, Börje Salming, Björn Johansson - Mats Åhlberg, Dan Söderström, Anders Hedberg - Stefan Karlsson, Ulf Sterner, Ulf Nilsson - Inge Hammarström, Håkan Wickberg, Tord Lundström.
 SSSR -  Finsko	8:2 (3:0, 1:2, 4:0)
2. dubna 1973 (19:30) – Moskva (Dvorec sporta Lužniki)

Branky SSSR: 0:47 Valerij Charlamov, 4:59 Vladimir Šadrin, 13:20 Vladimir Petrov, 22:07 Vjačeslav Anisin, 46:49 Alexandr Martynjuk, 53:45 Alexandr Martynjuk, 55:06 Boris Michajlov, 59:03 Alexandr Gusev.

Branky Finska: 30:00 Veli-Pekka Ketola, 35. Henry Leppä.

Rozhodčí: Aladar Gobetzky (AUT), Heini Ehrensperger (SUI)

Vyloučení: 2:1 (0:0) navíc Seppo Ahokainen na 5 min.

Diváků: 12 000
SSSR: Sidělnikov – Vasiljev, Gusev, Paladjev, Ljapkin, Cygankov, Lutčenko – Michajlov, Petrov, Charlamov – Martyňuk, Šadrin, Jakušev – Malcev, Anisin, Bodunov – Volčkov.
Finsko: Valtonen – Lindström, Koskela, Öystilä, Riihiranta, Rautakallio, Partinen – Mononen, Ketola, Keinonen – Tamminen, Turunen, Peltonen – Leppä, Ahokainen, Sutinen – Vehmanen, Repo.
 Československo -  SRN		4:2 (1:0, 2:1, 1:1)
3. dubna 1973 (16:00) – Moskva (Dvorec sporta Lužniki)

Branky a nahrávky Československa: 10:42 Jaroslav Holík (František Pospíšil), 24:45 Oldřich Machač (Jiří Holík), 36:23 Jiří Kochta (Václav Nedomanský), 49:37 Jaroslav Holík (Oldřich Machač).

Branky a nahrávky SRN: 21:09 Alois Schloder (Lorenz Funk), 59:25 Erich Kühnhackl (Alois Schloder).

Rozhodčí: Jurij Karandin (URS), Kenichi Izumisawa (JPN)

Vyloučení: 9:3 (1:1)

Diváků: 8 000
ČSSR: Jiří Crha - Oldřich Machač, František Pospíšil, Milan Kužela, Karel Vohralík, Josef Horešovský, Jiří Bubla – Jaroslav Holík, Ivan Hlinka, Jiří Holík – Jiří Kochta, Václav Nedomanský, Josef Paleček – Vladimír Martinec, Jiří Novák, Bohuslav Šťastný.
SRN: Anton Kehle - Rudolf Thanner, Josef Völk, Udo Kießling, Ignaz Berndaner, Erich Weide, Paul Langner - Martin Hinterstocker, Lorenz Funk, Bernd Kuhn – Alois Schloder, Erich Kühnhackl, Rainer Phillip – Walter Stadler, Reinhold Bauer, Karl-Heinz Egger.
 SSSR -  Polsko 	9:3 (2:1, 4:1, 3:1)
3. dubna 1973 (19:30) – Moskva (Dvorec sporta Lužniki)

Branky SSSR: 0:50 Vladimir Petrov, 19:38 Valerij Charlamov, 25:59 Alexandr Gusev, 28:13 Vjačeslav Anisin, 34:33 Alexandr Bodunov, 36:21 Vladimir Petrov, 43:57 Alexandr Jakušev, 44:28 Vladimir Šadrin, 44:50 Boris Michajlov.

Branky Polska: 18:11 Krzysztof Birula-Białynicki, 31:47 Mieczysław Jaskierski, 55. Krzysztof Birula-Białynicki.

Rozhodčí: Rudolf Baťa (TCH), Pentti Isotalo (FIN)

Vyloučení: 7:5 (2:0)

Diváků: 12 000
SSSR: Treťjak - Vasiljev, Gusev, Ragulin, Paladjev, Cygankov, Ljapkin, Lutčenko – Michajlov, Petrov, Charlamov – Martyňuk, Šadrin, Jakušev - Volčkov, Anisin, Bodunov.
Polsko: Kosyl – Góralczyk, Czachowski, Kopczynski, Potz, Szczepaniec, Andrzej Słowakiewicz, Zietara – Józef Słowakiewicz, Kacik, Szeja – Jaskeirski, Bialynicki, Wiesław Tokarz - Batkiewicz, Chowaniec, Leszek Tokarz.
 SRN	-  Švédsko	2:8 (1:1, 0:4, 1:3)
4. dubna 1973 (16:00) – Moskva (Dvorec sporta Lužniki)

Branky SRN: 19. Lorenz Funk, 44. Reinhold Bauer.

Branky Švédska: 10. a 21. Björn Johansson, 27. Mats Åhlberg, 25. Ulf Sterner, 35., 44. a 49. Inge Hammarström, 50. Mats Åhlberg.

Rozhodčí: Wojciech Szczepek (POL) od 12. min Gord Lee (USA), Pentti Isotalo (FIN)

Vyloučení: 5:2 (0:1)
SRN: Kehle - Thanner, Völk, U. Kiessling, Langner, Berndaner, Weide, Keller – Hinterstocker, Funk, Kuhn – Schloder, Kühnhackl, Philip – Stadler, Bauer, Egger.
Švédsko: Löfqvist – Salming, Johansson, Sundqvist, Sjöberg, Bond, A. Carlsson – Hammarström, Wickberg, Lundström – S. Karlsson, Sterner, U. Nilsson – Åhlberg, Ydeström, Hedberg.
 Polsko -  Finsko	0:5 (0:2, 0:1, 0:2)
4. dubna 1973 (19:30) – Moskva (Dvorec sporta Lužniki)

Branky Finska: 3. Esa Peltonen, 15. Timo Sutinen, 31. Esa Peltonen, 56. Heikki Riihiranta, 57. Seppo Ahokainen.

Rozhodčí: Ove Dahlberg (SWE), Anatolij Zacharov (URS)

Vyloučení: 5:3 (0:2)

Diváků: 8 000
Polsko: Kosyl – Góralczyk, Czachowski, Kopczynski, Potz, Szczepaniec, Andrzej Słowakiewicz – Szeja, Jaskierski, Bialynicki (6. Leszek Tokarz) – Zietara, Józef Słowakiewicz, Kacik – Batkiewicz, Wiesław Tokarz, Chowaniec.
Finsko: Leppänen – Riihiranta, Öystilä, Rautakallio, Koskela, Partinen, Kuusisto – Tamminen, Turunen, Peltonen – Mononen, Ketola, Repo – Leppä, Sutinen, Ahokainen.
 Švédsko -  Finsko	3:2 (0:1, 0:0, 3:1)
5. dubna 1973 (16:00) – Moskva (Dvorec sporta Lužniki)

Branky Švédska: 43. Börje Salming, 44. Stefan Karlsson, 58:35 Mats Åhlberg.

Branky Finska: 17. Esa Peltonen, 52:12 Matti Keinonen.

Rozhodčí: Heini Ehrensperger (SUI), Rudolf Baťa (TCH)

Vyloučení: 4:3 (0:1)

Diváků: 12 000
Švédsko: Ch. Abrahamsson – Bond, Carlsson, Sundqvist, Sjöberg, Salming, Johansson – Åhlberg, Söderström, Hedberg – S. Karlsson, Sterner, U. Nilsson – Hammarström, Wickberg, Lundström.
Finsko: Leppänen – Öystilä, Riihiranta, Lindström, Koskela, Kuusisto, Partinen – Vehnanen, Ketola, Keinonen – Leppä, Sutinen, Ahokainen – Tamminen, Turunen, Peltonen.
 Československo -  SSSR 	2:3 (1:1, 0:1, 1:1)
5. dubna 1973 (19:30) – Moskva (Dvorec sporta Lužniki)

Branky a nahrávky Československa: 17:35 Václav Nedomanský (Jiří Kochta), 51:04 Jiří Kochta (Jiří Holík).

Branky a nahrávky SSSR: 6:09 Alexandr Volčkov (Gennadij Cygankov, Alexandr Bodunov), 25. Alexandr Bodunov (Alexandr Volčkov, Gennadij Cygankov), 44:45 Valerij Charlamov (Boris Michajlov, Vladimir Petrov).

Rozhodčí: Gord Lee (USA), Franz Bader (FRG)

Vyloučení: 8:6 (1:1, 1:0) navíc Valerij Charlamov na 5 + 10 minut a Alexandr Malcev os. trest 10 minut.

Diváků: 12 000
ČSSR: Jiří Holeček - Oldřich Machač, František Pospíšil, Milan Kužela, Karel Vohralík, Jiří Bubla, Josef Horešovský - Jan Klapáč, Jaroslav Holík, Jiří Holík - Jiří Kochta, Václav Nedomanský, Josef Paleček - Vladimír Martinec, Richard Farda, Bohuslav Šťastný – Ivan Hlinka.
SSSR: Vladislav Treťjak - Alexandr Gusev, Valerij Vasiljev, Jevgenij Paladjev, Jurij Ljapkin, Gennadij Cygankov, Vladimir Lutčenko – Boris Michajlov, Vladimir Petrov, Valerij Charlamov - Alexandr Malcev, Vladimir Šadrin, Alexandr Jakušev - Alexandr Volčkov, Vjačeslav Anisin, Jurij Lebeděv - Alexandr Bodunov.
 SRN	-  Polsko 	4:2 (1:2, 2:0, 2:1)
6. dubna 1973 (19:30) – Moskva (Dvorec sporta Lužniki)

Branky SRN: 3. Erich Kühnhackl, 23. Rainer Phillip, 36. Johann Eimannsberger, 53. Erich Kühnhackl.

Branky Polska: 6. Leszek Tokarz, 14. Mieczysław Jaskierski.

Rozhodčí: Gord Lee (USA), Anatolij Zacharov (URS)

Vyloučení: 6:2 (0:2)

Diváků: 10 000
SRN: Kehle – Völk, Berndaner, Kiessling, Thanner – Stadler (21. Hinterstockter), Funk, Kuhn – Schloder, Kühnhackl, Philip – Bauer, Eimannsberger, Egger.
Polsko: Kosyl – Kopczynski, Potz, Góralczyk, Czachowski, Andrzej Słowakiewicz, Fryzlewicz – Oblój, Jaskierski, Szeja – Wiesław Tokarz, Leszek Tokarz, Chowaniec – Zietara, Józef Słowakiewicz, Kacik.
 Československo -  Finsko	4:2 (3:1, 1:1, 0:0)
7. dubna 1973 (16:00) – Moskva (Dvorec sporta Lužniki)

Branky a nahrávky Československa: 2:51 Jaroslav Holík (František Pospíšil, Jiří Holík), 5:04 Bohuslav Šťastný (Jiří Bubla), 9:14 Bohuslav Šťastný (Richard Farda, Jiří Novák), 37:06 Richard Farda (Jiří Novák).

Branky a nahrávky Finska: 10:35 Seppo Ahokainen (Henry Leppä, Timo Sutinen), 39:49 Timo Sutinen (Henry Leppä).

Rozhodčí: Franz Bader (FRG), Ove Dahlberg (SWE)

Vyloučení: 6:7 (1:0) navíc Jiří Holík a Matti Keinonen os. trest na 10 minut, Matti Keinonen do konce utkání.

Diváků: 12 000
ČSSR: Jiří Holeček - Oldřich Machač, František Pospíšil, Milan Kužela, Karel Vohralík, Jiří Bubla, Josef Horešovský - Ivan Hlinka, Jaroslav Holík, Jiří Holík - Jiří Kochta, Václav Nedomanský, Josef Paleček – Jiří Novák, Richard Farda, Bohuslav Šťastný.
Finsko: Jorma Valtonen – Ilpo Koskela, Seppo Lindström, Pekka Kuusisto, Lalli Partinen], Jouko Öystilä, Heikki Riihiranta – Henry Leppä, [Timo Sutinen], Seppo Ahokainen – Juhani Tamminen, Veli-Pekka Ketola, Esa Peltonen - Jorma Vehmanen, Seppo Repo, Matti Keinonen.
 SSSR -  Švédsko 	6:1 (4:0, 2:1, 0:0)
7. dubna 1973 (19:30) – Moskva (Dvorec sporta Lužniki)

Branky SSSR: 6. Boris Michajlov, 11. Valerij Charlamov, 13. Alexandr Volčkov, 16. Vladimir Petrov, 26. Alexandr Bodunov, 26. Vladimir Petrov.

Branky Švédska: 32. Ulf Sterner.

Rozhodčí: Gord Lee (USA), Heini Ehrensperger (SUI)

Vyloučení: 3:1 (0:0)

Diváků: 12 000
SSSR: Treťjak – Vasiljev, Gusev, Ljapkin, Ragulin, Lutčenko, Cygankov – Michajlov, Petrov, Charlamov – Malcev, Šadrin (41. Martyňuk), Jakušev – Volčkov, Anisin, Bodunov.
Švédsko: Ch. Abrahamsson (26. Löfqvist) – Salming, Johansson, Sundqvist, Sjöberg, Bond, Carlsson – Hammarström, Wickberg, Lundström – Karlsson, Sterner, Nilsson (Yderström) – Åhlberg, Söderström, Hedberg.
 Československo -  Polsko 	4:1 (1:0, 2:0, 1:1)
8. dubna 1973 (16:00) – Moskva (Dvorec sporta Lužniki)

Branky a nahrávky Československa: 9:42 Jiří Holík (František Pospíšil, Jan Klapáč), 24:55 Václav Nedomanský (Josef Paleček), 27:41 Ivan Hlinka (František Pospíšil), 48:56 Václav Nedomanský (Milan Kužela).

Branky a nahrávky Polska: 40:52 Tadeusz Obłój (Jan Szeja).

Rozhodčí: Heini Ehrensperger (SUI), Pentti Isotalo (FIN)

Vyloučení: 2:3 (1:0)

Diváků: 10 000
ČSSR: Jiří Crha - Oldřich Machač, František Pospíšil, Milan Kužela, Karel Vohralík, Jiří Bubla (41. Petr Adamík), Josef Horešovský – Jan Klapáč (21. Ivan Hlinka), Jaroslav Holík, Jiří Holík – Jiří Kochta (8. Václav Nedomanský), Ivan Hlinka (21. Jan Klapáč), Josef Paleček – Jiří Novák, Richard Farda, Bohuslav Šťastný.
Polsko: Walery Kosyl - Andrzej Szczepaniec, Ludwik Czachowski, Andrzej Słowakiewicz, Stanisław Fryźlewicz, Adam Kopczyński, Jerzy Potz – Tadeusz Obłój, Mieczysław Jaskierski, Jan Szeja – Tadeusz Kacik, Walenty Ziętara, Józef Słowakiewicz – Stefan Chowaniec, Wiesław Tokarz, Józef Batkiewicz.
 SSSR -  SRN		18:2 (9:1, 2:0, 7:1)
8. dubna 1973 (19:30) – Moskva (Dvorec sporta Lužniki)

Branky SSSR: 2. Alexandr Gusev, 6. Alexandr Jakušev, 7. Alexandr Martynjuk, 9. Vladimir Petrov, 10. Alexandr Martynjuk, 14. Alexandr Martynjuk, 15. Alexandr Jakušev, 16. Vjačeslav Anisin, 17. Alexandr Martynjuk, 29. Alexandr Gusev, 33. Jurij Lebeděv, 41. Vladimir Petrov, 46. Alexandr Martynjuk, 47. Alexandr Martynjuk, 49. Vladimir Lutčenko, 56. Alexandr Martynjuk, 17:2 58. Valerij Charlamov, 59. Alexandr Martynjuk

Branky SRN: 16. Walter Stadler, 58. Martin Hinterstocker.

Rozhodčí: Ove Dahlberg (SWE), Aladar Gobetzky (AUT)

Vyloučení: 5:6

Diváků: 10 000
SSSR: Sidělnikov – Gusev, Vasiljev, Lutčenko, Cygankov, Ragulin, Paladjev – Michajlov, Petrov, Charlamov – Martyňuk, Šadrin (21. Volčkov), Jakušev – Bodunov, Anisin, Lebeděv.
SRN: Kehle (21. Merkle) – Völk, Keller, Berndaner, U. Kiessling, Weide – Kuhn, Funk, Stadler – Philip, Schloder, Kühnhackl – Egger, Eimansberger, Bauer – Hinterstockter.
 Švédsko -  Polsko 	7:0 (1:0, 2:0, 4:0)
9. dubna 1973 (16:00) – Moskva (Dvorec sporta Lužniki)

Branky Švédska: 9. Lars-Erik Sjöberg, 26. Arne Carlsson, 29. Dan Söderström, 46. Ulf Nilsson, 46. Tord Lundström, 47. Inge Hammarström, 49. Ulf Nilsson.

Rozhodčí: Gord Lee (USA), Pentti Isotalo (FIN)

Vyloučení: 5:5 (1:0)

Diváků: 4 000
Švédsko: Löfqvist – Salming, Johansson, Sundqvist, Sjöberg, Bond, Carlsson – Hammarström, Wickberg, Lundström – Karlsson, Sterner, Nilsson – Åhlberg, Söderström, Hedberg – Vikström, Yderström.
Polsko: Kosyl – Góralczyk, Czachowski, Kopczynski, Potz, Andrzej Słowakiewicz, Fryzlewicz, Szczepaniec – Oblój, Jaskierski, Szeja – Zietara, Wiesław Tokarz, Kacik – Batkiewicz, Leszek Tokarz, Chowaniec.
 Finsko -  SRN		2:1 (0:0, 0:1, 2:0)
9. dubna 1973 (19:30) – Moskva (Dvorec sporta Lužniki)

Branky Finska: 51. Timo Turunen, 57. Juhani Tamminen.

Branky SRN: 26. Lorenz Funk.

Rozhodčí: Jurij Karandin (URS), Anatolij Zacharov (URS)

Vyloučení: 3:6 (0:1)

Diváků: 4 000
Finsko: Leppänen – Koskela, Lindström, Kuusisto, Partinen, Rautakallio, Riihiranta – Ahokainen, Sutinen, Leppä – Peltonen, Ketola, Tamminen – Repo, Turunen, Vehmanen.
SRN: Kehle - U. Kiessling, Völk, Langer, Keller, Weide, Berndaner – Kuhn, Funk, Stadler (Hintertockter) – Philip, Kühnhackl, Schloder – Bauer, Egger, Eimansberger.
 Československo -  Švédsko 	3:3 (1:0, 1:2, 1:1)
10. dubna 1973 (16:00) – Moskva (Dvorec sporta Lužniki)	

Branky a nahrávky Československa: 8:42 Jiří Holík (František Pospíšil, Jaroslav Holík), 38. Josef Paleček, 46. Ivan Hlinka.

Branky a nahrávky Švédska: 21:00 Dan Söderström (Inge Hammarström), 30:00 Tord Lundström (Inge Hammarström, Ulf Nilsson), 50:50 Ulf Sterner (Mats Åhlberg).

Rozhodčí: Gord Lee (USA), Franz Bader (FRG)

Vyloučení: 2:0 (1:1), navíc Jiří Holík a Dan Söderström na 5 minut.

Diváků: 12 000
ČSSR: Jiří Holeček - Oldřich Machač, František Pospíšil, Milan Kužela, Karel Vohralík, Jiří Bubla, Josef Horešovský - Jaroslav Holík, Ivan Hlinka, Jiří Holík - Jiří Kochta, Václav Nedomanský, Josef Paleček - Vladimír Martinec, Richard Farda, Bohuslav Šťastný.
Švédsko: William Löfqvist - Börje Salming, Björn Johansson, Lars-Erik Sjöberg, Arne Carlsson, Karl-Johan Sundqvist, Roland Bond - Inge Hammarström, Håkan Wickberg, Tord Lundström - Stefan Karlsson, Ulf Sterner, Ulf Nilsson - Mats Åhlberg, Dan Söderström, Anders Hedberg.
 SSSR -  Finsko	9:1 (3:0, 3:1, 3:0)
10. dubna 1973 (19:30) – Moskva (Dvorec sporta Lužniki)

Branky SSSR: 3. Vladimir Šadrin, 15. Alexandr Martynjuk, 18. Alexandr Jakušev, 31. Alexandr Bodunov, 32. Vjačeslav Anisin, 34. a 43. Vladimir Petrov, 46. Alexandr Malcev, 50. Vladimir Petrov.

Branky Finska: 28. Veli-Pekka Ketola.

Rozhodčí: Heini Ehrensperger (SUI), Ove Dahlberg (SWE)

Vyloučení: 4:4 (2:1)

Diváků: 12 000
SSSR: Treťjak – Gusev, Vasiljev, Cygankov, Lutčenko, Paladjev, Ljapkin – Michajlov (21. Malcev), Petrov, Charlamov – Martyňuk, Šadrin, Jakušev – Malcev (41. Lebeděv), Anisin, Bodunov – Volčkov.
Finsko: Valtonen – Lindström, Riihiranta, Kuusisto, Partinen, Rautakallio, Koskela – Leppä, Sutinen, Turunen – Tamminen, Ketola, Ahokainen – Vehmanen, Repo, Keinonen.
 Československo -  SRN		7:2 (2:1, 3:0, 2:1)
11. dubna 1973 (16:00) – Moskva (Dvorec sporta Lužniki)

Branky a nahrávky Československa: 9:39 Richard Farda (Jiří Holík, Oldřich Machač), 12:27 Josef Horešovský (Jiří Novák), 25:16 Josef Paleček (Václav Nedomanský, Karel Vohralík), 35:04 Oldřich Machač (Richard Farda), 39:56 Bohuslav Šťastný (Vladimír Martinec), 43:15 Jiří Bubla (Jiří Novák, Vladimír Martinec), 49:01 Václav Nedomanský (Josef Paleček).

Branky a nahrávky SRN: 5:11 Erich Kühnhackl (Alois Schloder), 58:02 Erich Kühnhackl (Rainer Phillip, Ignaz Berndaner).

Rozhodčí: Heini Ehrensperger (SUI), Wojciech Szczepek (POL)

Vyloučení: 2:4 (2:0)

Diváků: 8 000
ČSSR: Jiří Holeček - Oldřich Machač, František Pospíšil, Milan Kužela, Karel Vohralík, Josef Horešovský, Jiří Bubla – Ivan Hlinka (41. Jan Klapáč), Richard Farda, Jiří Holík – Jiří Kochta (41. Ivan Hlinka), Václav Nedomanský, Josef Paleček – Vladimír Martinec, Jiří Novák, Bohuslav Šťastný.
SRN: Robert Merkle – Erich Weide, Josef Völk, Udo Kießling, Ignaz Berndaner, Helmut Keller, Paul Langner - Martin Hinterstocker, Lorenz Funk, Bernd Kuhn - Alois Schloder, Erich Kühnhackl, Rainer Phillip – Reinhold Bauer, Johann Eimannsberger, Karl-Heinz Egger.
 SSSR -  Polsko 	20:0 (6:0, 5:0, 9:0)
11. dubna 1973 (19:30) – Moskva (Dvorec sporta Lužniki)

Branky SSSR: 4. Valerij Charlamov, 6. Vjačeslav Anisin, 7. Vladimir Petrov, 10., 14., 18. a 23. Boris Michajlov, 27. Vladimir Petrov, 29. Alexandr Bodunov, 31. Boris Michajlov, 33. Alexandr Bodunov, 41. Vladimir Petrov, 42. Alexandr Malcev, 46. Alexandr Jakušev, 48. a 54. Vladimir Petrov, 57. Valerij Charlamov, 58. Vjačeslav Anisin, 59. a 60. Boris Michajlov.

Rozhodčí: Pentti Isotalo (FIN), Kenichi Izumisawa (JPN)

Vyloučení: 2:3 (3:0)

Diváků: 14 000
SSSR: Sidělnikov – Gusev, Vasiljev, Ragulin, Cygankov, Ljapkin, Paladjev – Michajlov, Petrov, Charlamov – Malcev, Šadrin, Martyňuk (41. Jakušev) - Bodunov, Anisin, Volčkov.
Polsko: Kosyl (21. Wojtynek) – Czachowski, Góralczyk, Fryzlewicz, Andrzej Słowakiewicz – Oblój, Jaskierski, Szeja – Kacik, Wiesław Tokarz, Zietara – Chowaniec, Leszek Tokarz, Batkiewicz.
 Švédsko -  SRN		12:1 (2:1, 6:0, 4:0)
12. dubna 1973 (16:00) – Moskva (Dvorec sporta Lužniki)

Branky Švédska: 15. Mats Åhlberg, 18. Ulf Nilsson, 23. Dan Söderström, 27. Ulf Nilsson, 30. Arne Carlsson, 31. Ulf Nilsson, 39. Dan Söderström, 40. Kjell-Arne Vikström, 43. Mats Åhlberg, 44. Karl-Johan Sundqvist, 51. Inge Hammarström, 56. Håkan Wickberg.

Branky SRN: 4. Alois Schloder.

Rozhodčí: Rudolf Baťa (TCH), Jurij Karandin (URS)

Vyloučení: 2:3 (1:0)

Diváků: 8 000
Švédsko: Löfqvist – Salming, Johansson, Sjöberg, Sundqvist, A. Carlsson, Bond – Hammarström, Wickberg, Lundström - Söderström, Åhlberg, Hedberg – U. Nilsson, Yderström, Vikström.
SRN: Kehle (29. Merkle) – Völk, U. Kiessling, Keller, Weide, Berndaner – Kuhn, Hinterstocker, Funk – Philip, Kühnhackl, Schloder – Bauer, Eimannsberger, Egger (střídali Stadler, Wünsch).
 Polsko -  Finsko	1:1 (0:1, 1:0, 0:0)
12. dubna 1973 (19:30) – Moskva (Dvorec sporta Lužniki)

Branky Polska: 33. Jan Szeja.

Branky Finska: 12. Pekka Kuusisto.

Rozhodčí: Ove Dahlberg (SWE), Anatolij Zacharov (URS)

Vyloučení: 6:6 (0:0)

Diváků: 4 000
Polsko: Kosyl – Góralczyk, Czachowski, Kopczynski, Potz, Andrzej Słowakiewicz, Fryzlewicz – Oblój, Jaskierski, Szeja – Kacik, Józef Słowakiewicz, Zietara – Chowaniec, Leszek Tokarz, Batkiewicz.
Finsko: Leppänen – Rautakallio, Koskela, Kuusisto, Partinen, Lindström, Riihiranta – Keinonen, Ketola, Repo – Leppä, Sutinen, Ahokainen – Peltonen, Turunen, Tamminen.
 Švédsko -  Finsko	2:1 (0:1, 1:0, 1:0)
13. dubna 1973 (16:00) – Moskva (Dvorec sporta Lužniki)

Branky Švédska: 33. Dan Söderström, 51. Börje Salming.

Branky Finska: 16:24 Henry Leppä.

Rozhodčí: Franz Bader (FRG), Wojciech Szczepek (POL)

Vyloučení: 4:7(1:1), navíc Karl-Johan Sundqvist na 5 minut, Esa Peltonen na 10 minut.

Diváků: 12 000
Švédsko: Löfqvist – Salming, Johansson, Bond, Carlsson, Sundqvist, Sjöberg – Hammarström, Wickberg, Lundström – Åhlberg, Söderström, Hedberg – Sterner, U. Nilsson, Vikström – Karlsson.
Finsko: Leppänen - Lindström, Riihiranta, Rautakallio, Koskela, Kuusisto, Partinen – Repo, Ketola, Keinonen – Leppä, Sutinen, Ahokainen – Tamminen, Turunen, Peltonen – Vehmanen.
 Československo -  SSSR 	2:4 (1:2, 0:1, 1:1)
13. dubna 1973 (19:30) – Moskva (Dvorec sporta Lužniki)	

Branky a nahrávky Československa: 10:10 Jiří Holík (Jan Klapáč), 42:10 Václav Nedomanský.

Branky a nahrávky SSSR: 6:02 Alexandr Jakušev (Alexandr Malcev), 15:05 Boris Michajlov (Alexandr Gusev, Valerij Vasiljev), 27:01 Boris Michajlov (Valerij Charlamov), 53:26 Valerij Charlamov (Boris Michajlov, Alexandr Gusev).

Rozhodčí: Gord Lee (USA), Heini Ehrensperger (SUI)

Vyloučení: 4:3 (0:3)

Diváků: 14 000
ČSSR: Jiří Holeček – Oldřich Machač, František Pospíšil, Karel Vohralík, Milan Kužela, Jiří Bubla, Josef Horešovský – Jan Klapáč, Jaroslav Holík, Jiří Holík – Jiří Kochta, Václav Nedomanský, Josef Paleček – Vladimír Martinec, Richard Farda, Bohuslav Šťastný.
SSSR: Vladislav Treťjak – Alexandr Gusev, Valerij Vasiljev, Jurij Ljapkin, Jevgenij Paladjev, Vladimir Lutčenko, Gennadij Cygankov – Boris Michajlov, Vladimir Petrov, Valerij Charlamov – Alexandr Malcev, Vladimir Šadrin, Alexandr Jakušev – Alexandr Bodunov, Vjačeslav Anisin, Alexandr Volčkov.
 Polsko -  SRN		4:1 (1:1, 0:0, 3:0)
14. dubna 1973 (19:30) – Moskva (Dvorec sporta Lužniki)

Branky Polska: 13. Tadeusz Obłój, 43. Jan Szeja, 54. Mieczysław Jaskierski, 60. Jan Szeja.

Branky SRN: 4. Erich Kühnhackl.

Rozhodčí: Rudolf Baťa (TCH), Heini Ehrensperger (SUI)

Vyloučení: 5:2 (0:1)

Diváků: 14 000
Polsko: Kosyl – Czachowski, Góralczyk, Kopczynski, Fryzlewicz, Andrzej Słowakiewicz, Potz – Oblój, Jaskierski, Szeja – Kacik, Józef Słowakiewicz, Zietara – Chowaniec, Leszek Tokarz, Batkiewicz.
SRN: Kehle – Berndaner, Völk, Keller, Weide, U. Kiessling, Langner – Hinterstocker, Funk, Kuhn – Philip, Kühnhackl, Schloder –Eimannsberger, Egger, Bauer (21. Wünsch).
 Československo -  Finsko	8:0 (3:0, 0:0, 5:0)
15. dubna 1973 (14:00) – Moskva (Dvorec sporta Lužniki)

Branky a nahrávky Československa: 13:39 Václav Nedomanský (Josef Paleček), 14:31 Bohuslav Šťastný (Vladimír Martinec), 19:02 Josef Paleček (Václav Nedomanský, Karel Vohralík), 40:46 Richard Farda (František Pospíšil), 44:16 Václav Nedomanský (Oldřich Machač), 45:29 Jiří Novák (Jiří Bubla), 54:06 Jiří Holík, 56:37 Bohuslav Šťastný.

Rozhodčí: Ove Dahlberg (SWE), Heini Ehrensperger (SUI)

Vyloučení: 5:4 (1:0), navíc Oldřich Machač a Seppo Ahokainen na 5 min.

Diváků: 14 000
ČSSR: Jiří Holeček - Oldřich Machač, František Pospíšil, Milan Kužela, Karel Vohralík, Jiří Bubla, Josef Horešovský - Jan Klapáč, Richard Farda, Jiří Holík - Jiří Kochta, Václav Nedomanský, Josef Paleček - Vladimír Martinec, Jiří Novák, Bohuslav Šťastný.
Finsko: Jorma Valtonen – Seppo Lindström, Ilpo Koskela, Pekka Kuusisto, Lalli Partinen, Heikki Riihiranta – Juhani Tamminen, Veli-Pekka Ketola, Esa Peltonen – Henry Leppä, Timo Sutinen, Timo Turunen – Seppo Ahokainen, Seppo Repo, Jorma Vehmanen - Matti Keinonen.
 SSSR -  Švédsko 	6:4 (2:1, 2:2, 2:1)
15. dubna 1973 (17:30) – Moskva (Dvorec sporta Lužniki)

Branky SSSR: 7. Alexandr Malcev, 9. Alexandr Gusev, 23. Alexandr Gusev, 36. Alexandr Malcev, 50. Vladimir Petrov, 53. Boris Michajlov.

Branky Švédska: 2. Anders Hedberg, 32. Kjell-Arne Vikström, 33. Stefan Karlsson, 60. Börje Salming.

Rozhodčí: Gord Lee (USA), Pentti Isotalo (FIN)

Vyloučení: 5:3 (0:0), navíc Valerij Charlamov na 10 minut.

Diváků: 12 500
SSSR: Treťjak – Gusev, Vasiljev, Lutčenko, Cygankov, Ljapkin, Ragulin – Michajlov, Petrov, Charlamov – Malcev, Jakušev, Martyňuk – Volčkov (21. Lebeděv), Anisin, Bodunov.
Švédsko: Löfqvist – Salming, Johansson, Sjöberg, Sundqvist, Carlsson, Bond – Hammarström, Wickberg, Lundström – Karlsson, Sterner, Nilsson – Söderström, Åhlberg, Hedberg (Vikström).

## Statistiky

### Nejlepší hráči podle direktoriátu IIHF
| Brankář | Jiří Holeček     |
| Obránce | Valerij Vasiljev |
| Útočník | Boris Michajlov  |

### All Stars
| Brankář         | Jiří Holeček      |
| Levý obránce    | Alexandr Gusev    |
| Pravý obránce   | Börje Salming     |
| Levé křídlo     | Valerij Charlamov |
| Střední útočník | Vladimir Petrov   |
| Pravé křídlo    | Boris Michajlov   |

### Kanadské bodování
| Poř. | Kanadské bodování  | Branky | Přihrávky | Body |
| ---- | ------------------ | ------ | --------- | ---- |
| 1.   | Vladimir Petrov    | 18     | 16        | 34   |
| 2.   | Boris Michajlov    | 16     | 12        | 28   |
| 3.   | Valerij Charlamov  | 9      | 14        | 23   |
| 4.   | Alexandr Martynjuk | 12     | 4         | 16   |
| 5.   | Alexandr Jakušev   | 9      | 6         | 15   |
| 6.   | Alexandr Bodunov   | 7      | 8         | 15   |
| 7.   | Jiří Holík         | 5      | 10        | 15   |
| 8.   | Mats Ahlberg       | 7      | 7         | 14   |
| 8.   | Alexandr Gusev     | 7      | 7         | 14   |
| 10.  | Dan Söderström     | 7      | 6         | 13   |

### Soupiska SSSR
SSSR

Brankáři: Vladislav Treťjak, Alexandr Sidělnikov.

Obránci: Valerij Vasiljev, Alexandr Gusev, Jevgenij Paladjev, Gennadij Cygankov, Vladimir Lutčenko, Alexandr Ragulin.

Útočníci: Boris Michajlov, Vladimir Petrov, Valerij Charlamov, Alexandr Martynjuk, Vladimir Šadrin, Alexandr Jakušev, Jurij Lebeděv, Alexandr Malcev, Alexandr Bodunov, Vjačeslav Anisin, Alexandr Volčkov, Jurij Ljapkin

Trenéři: Vsevolod Bobrov, Boris Kulagin.

### Soupiska Švédska
Švédsko

Brankáři: Christer Abrahamsson, Curt Larsson, William Löfqvist.

Obránci: Thommy Abrahamsson, Roland Bond, Arne Carlsson, Björn Johansson, Börje Salming, Lars-Erik Sjöberg, Karl-Johan Sundqvist.

Útočníci: Inge Hammarström, Anders Hedberg, Stefan Karlsson, Tord Lundström, Ulf Nilsson, Ulf Sterner, Dan Söderström, Kjell-Arne Vikström, Håkan Wickberg, Dick Yderström, Mats Åhlberg.

Trenér: Kjell Svensson.

### Soupiska Československa
Československo

Brankáři: Jiří Holeček, Jiří Crha.

Obránci: Oldřich Machač,  – František Pospíšil, Jiří Bubla, Josef Horešovský, Milan Kužela, Karel Vohralík, Petr Adamík.

Útočníci: Jan Klapáč, Jaroslav Holík, Jiří Holík, Jiří Kochta, Václav Nedomanský, Josef Paleček,Vladimír Martinec, Richard Farda, Bohuslav Šťastný, Ivan Hlinka, Jiří Novák.

Trenéři: Jaroslav Pitner, Vladimír Kostka.

### Soupiska Finska
4.  Finsko

Brankáři: Jorma Valtonen, Antti Leppänen.

Obránci: Ilpo Koskela, Pekka Kuusisto, Seppo Lindström, Lalli Partinen, Jouko Öystilä, Pekka Rautakalio, Heikki Riihiranta.

Útočníci: Juhani Tamminen, Matti Keinonen, Veli-Pekka Ketola, Esa Peltonen, Jorma Vehmanen, Seppo Repo, Seppo Ahokainen, Henry Leppä, Timo Sutinen, Timo Turunen, Lauri Mononen.

Trenér: Len Lunde.

### Soupiska Polska
5.   Polsko

Brankáři: Walery Kosyl, Henryk Wojtynek.

Obránci: Ludwik Czachowski, Robert Góralczyk, Adam Kopczyński, Jerzy Potz, Stanisław Fryźlewicz, Andrzej Słowakiewicz, Andrzej Szczepaniec.

Útočníci: Krzysztof Birula-Białynicki, Mieczysław Jaskierski, Jan Szeja, Tadeusz Kacik, Józef Słowakiewicz, Walenty Ziętara, Stefan Chowaniec, Józef Batkiewicz, Tadeusz Obłój, Leszek Tokarz, Wiesław Tokarz.

Trenér: Vladimir Jegorov, Mieczysław Chmura.

### Soupiska SRN
6.   SRN

Brankáři: Anton Kehle, Robert Merkle.

Obránci: Rudolf Thanner, Josef Völk, Helmut Keller, Paul Langner, Erich Weide, Ignaz Berndaner, Udo Kießling.

Útočníci: Lorenz Funk, Alois Schloder, Rainer Phillip, Erich Kühnhackl, Reinhold Bauer, Martin Hinterstocker, Karl-Heinz Egger, Walter Stadler, Josef Wünsch, Johann Eimannsberger, Bernd Kuhn.

Trenér: Gerhard Kiessling

## MS Skupina B
|    |            | NDR  | USA  | YUG | ROM | AUT  | JPN | SUI  | ITA  | V | R | P | Skóre | B  |
| 1. | NDR        | ***  | 6:4  | 6:4 | 4:2 | 12:2 | 5:3 | 8:5  | 15:1 | 7 | 0 | 0 | 56:21 | 14 |
| 2. | USA        | 4:6  | ***  | 6:6 | 6:3 | 9:0  | 6:4 | 10:4 | 11:0 | 5 | 1 | 1 | 52:23 | 11 |
| 3. | Jugoslávie | 4:6  | 6:6  | *** | 2:2 | 6:1  | 4:3 | 6:0  | 8:4  | 5 | 0 | 2 | 36:22 | 10 |
| 4. | Rumunsko   | 2:4  | 3:6  | 2:2 | *** | 4:2  | 3:0 | 5:4  | 5:2  | 4 | 1 | 2 | 24:20 | 9  |
| 5. | Rakousko   | 2:12 | 0:9  | 1:6 | 2:4 | ***  | 2:4 | 8:4  | 6:5  | 2 | 0 | 5 | 21:44 | 4  |
| 6. | Japonsko   | 3:5  | 4:6  | 3:4 | 0:3 | 4:2  | *** | 4:5  | 5:3  | 2 | 0 | 5 | 23:28 | 4  |
| 7. | Švýcarsko  | 5:8  | 4:10 | 0:6 | 4:5 | 4:8  | 5:4 | ***  | 4:3  | 2 | 0 | 5 | 26:44 | 4  |
| 8. | Itálie     | 1:15 | 0:11 | 4:8 | 2:5 | 5:6  | 3:5 | 3:4  | ***  | 0 | 0 | 7 | 18:54 | 0  |

 USA –  Japonsko 6:4 (2:2, 3:2, 1:0)
22. března 1973 – Graz

 NDR –  Jugoslávie 6:4 (3:1, 1:1, 2:2)
22. března 1973 – Graz

 Švýcarsko –  Itálie 4:3 (0:0, 2:1, 2:2)
22. března 1973 – Graz

 Rakousko –  Rumunsko 2:4 (0:1, 2:3, 0:0)
22. března 1973 – Graz

 Jugoslávie –  USA 6:6 (4:1, 1:4, 1:1)
23. března 1973 – Graz

 Rakousko –  Itálie 6:5 (0:3, 5:1, 1:1)
23. března 1973 – Graz

 Rumunsko –  Japonsko 3:0 (0:0, 1:0, 2:0)
24. března 1973 – Graz

 NDR –  Švýcarsko 8:5 (4:3, 1:0, 3:2)
24. března 1973 – Graz

 USA –  NDR 4:6 (1:1, 2:1, 1:4)
25. března 1973 – Graz

 Itálie –  Rumunsko 2:5 (1:2, 0:2, 1:1)
25. března 1973 – Graz

 Jugoslávie –  Švýcarsko 6:0 (3:0, 0:0, 3:0)
25. března 1973 – Graz

 Rakousko –  Japonsko 2:4 (1:2, 0:1, 1:1)
25. března 1973 – Graz

 USA –  Itálie 11:0 (6:0, 3:0, 2:0)
26. března 1973 – Graz

 Rakousko –  Jugoslávie 1:6 (0:2, 1:3, 0:1)
26. března 1973 – Graz

 Japonsko –  Švýcarsko 4:5 (1:3, 2:1, 1:1)
27. března 1973 – Graz

 NDR –  Rumunsko 4:2 (0:0, 0:1, 4:1)
27. března 1973 – Graz

 NDR –  Japonsko 5:3 (1:0, 3:1, 1:2)
28. března 1973 – Graz

 Rumunsko –  Švýcarsko 5:4 (1:3, 2:1, 2:0)
28. března 1973 – Graz

 Jugoslávie –  Itálie 8:4 (4:1, 3:3, 1:0)
28. března 1973 – Graz

 Rakousko –  USA 0:9 (0:1, 0:6, 0:2)
28. března 1973 – Graz

 USA –  Rumunsko 6:3 (1:1, 3:1, 2:1)
30. března 1973 – Graz

 Jugoslávie -  Japonsko 4:3 (2:1, 1:1, 1:1)
30. března 1973 – Graz

 Itálie –  NDR 1:15 (0:3, 0:4, 1:8)
30. března 1973 – Graz

 Rakousko –  Švýcarsko 8:4 (2:1, 4:1, 2:2)
30. března 1973 – Graz

 Itálie –  Japonsko 3:5 (1:0, 2:2, 0:3)
31. března 1973 – Graz

 Švýcarsko –  USA 4:10 (2:1, 1:5, 1:4)
31. března 1973 – Graz

 Jugoslávie –  Rumunsko 2:2 (0:1, 2:0, 0:1)
31. března 1973 – Graz

 Rakousko –  NDR 2:12 (1:4, 1:3, 0:5)
31. března 1973 – Graz

## MS Skupina C
|    |             | NOR  | NED  | HUN  | BUL | CHN | FRA | DEN  | GBR  | V | R | P | Skóre | B  |
| 1. | Norsko      | ***  | 6:3  | 6:0  | 4:3 | 4:0 | 8:3 | 14:2 | 11:2 | 7 | 0 | 0 | 53:14 | 14 |
| 2. | Nizozemsko  | 3:6  | ***  | 5:3  | 8:5 | 7:0 | 2:4 | 14:0 | 13:3 | 5 | 0 | 2 | 52:21 | 10 |
| 3. | Maďarsko    | 0:6  | 3:5  | ***  | 5:1 | 9:6 | 7:1 | 11:5 | 9:0  | 5 | 0 | 2 | 44:24 | 10 |
| 4. | Bulharsko   | 3:4  | 5:8  | 1:5  | *** | 3:3 | 6:5 | 2:1  | 9:2  | 3 | 1 | 3 | 29:28 | 7  |
| 5. | Čína        | 0:4  | 0:7  | 6:9  | 3:3 | *** | 2:1 | 3:3  | 7:1  | 3 | 0 | 4 | 21:28 | 6  |
| 6. | Francie     | 3:8  | 4:2  | 1:7  | 5:6 | 1:2 | *** | 6:3  | 3:1  | 3 | 0 | 4 | 23:29 | 6  |
| 7. | Dánsko      | 2:14 | 0:14 | 5:11 | 1:2 | 3:3 | 3:6 | ***  | 8:8  | 1 | 0 | 6 | 22:58 | 2  |
| 8. | V. Británie | 3:11 | 3:13 | 0:9  | 2:9 | 1:7 | 1:3 | 8:8  | ***  | 0 | 1 | 6 | 18:60 | 1  |

 Norsko –  Bulharsko 4:3 (2:2, 0:0, 2:1)
9. března 1973 – Tilburg

Branky Norska: 16:22 B. Andreassen, 19:32 B. Jansen, 41:20 Sethereng, 58:20 Sethereng

Branky Bulharska: 6:26 D. Lazarov, 13:37 Nenov, 51:09 M. Bačvarov

Rozhodčí: Pianfetti (FRA), Berloffa (ITA)

Vyloučení: 3:3

Využití přesilovek: 1:0
Norsko: Solberg – Kinder, B. Jansen, N. Nilsen, Martinsen, Molberg, Ingjer - K. Thorkildsen, B. Andreassen, Kirkvaag - V. Johansen, M. Johansen, Sethereng – Mikkelsen, Røymark, Øvstedal.
Bulharsko: Radev – Mečkov, D. Lazarov, I. Penelov, Krastinov, O. Christov, T. Lesev, Ralenekov – Nenov, I. Atanasov, M. Atanasov - I. Bačvarov, M. Bačvarov, Dimov – Gerasimov, Stojlov, Dančev - E. Michajlov.

 Nizozemsko –  Francie 2:4 (0:2, 0:0, 2:2)
9. března 1973 – Haag

Branky Nizozemska: 57:44 Hunting, 57:53 Hunting

Branky Francie: 3:40 Prechac, 13:56 Vassieux, 47:20 Mazza, 59:36 Guryča

Rozhodčí: Gerber (SUI), Fischer (NOR)

Vyloučení: 5:3 navíc de Graauw na 5 min, Krikke a Simons na 10 min - Sozzi a Bibier na 5 min.

Využití přesilovek: 0:0
Nizozemsko: Göbel - van Dun, Verboom, van Veghel, Christiaans, Roomer, van Soldt – Hunting, Simons, R. Hagendoorn - de Heer, Burger, Krikke - J. McDonald, Koopmans, de Groot - de Graauw, van Wieren.
Francie: Sozzi – Godeau, Galiay, R. Blanchard, Oprandi, Lang, Cabanis – Guennelon, Guryča, Itzicsohn – Boissonnier, Vassieux, Smaniotto – Prechac, Francheterre, Mazza - Bibier.

 Velká Británie -  Maďarsko 0:9 (0:4, 0:3, 0:2)
9. března 1973 – Utrecht

Branky Velké Británie: nikdo

Branky Maďarska: 1:56 Kereszty, 3:10 Mészöly, 8:37 Galambos, 10:07 Bikar, 24:33 Balint, 25:56 Menyhárt, 30:22 Széles, 40:59 Krasznai, 52:19 Havrán

Rozhodčí: Cressman (CAN), Elley (DEN)

Vyloučení: 1:1

Využití přesilovek: 0:0
Velká Británie: Reid - A. Brennan, Inglis, Lavetty, P. Murray, McIntosh, Cassidy – Spence, Miller, T. Matthews - Law. Lovell, McBride, S. McDonald - G. Pearson, J. Pearson, Reilly - K. Matthews, P. Johnson.
Maďarsko: Balogh (40:00 Kovalcsik) – Széles, Bánkuti, Krasznai, Treplán, Gogolak, Enyedi – Balint, Menyhárt, Galambos – Kereszty, Mészöly, Havrán – Pöth, Bikar, Deák - Ugray.

 Čína –  Dánsko 3:3 (0:1, 2:1, 1:1)
9. března 1973 – Nijmegen

Branky Číny: 27:27 Cheng Yung-ming, 29:27 Wang Pao-tsai, 52:55 Yen Yu-lin

Branky Dénska: 2:05 S. Lauritsen, 21:13 Degn, 59:29 Hviid

Rozhodčí: Popov (BUL), Gubernu (ROM)

Vyloučení: 1:4

Využití přesilovek: 0:0
Čína: Chen Teng-yun - Cheng Ke, Li Wen-hung, Chang Ying-hu, Hsu Fu, Kung Chui-hsi, Chin Heng-chi - Yang Wan-chun, Huang Pen-fa, Yen Yu-lin - Chen Sheng-ping, Wang Pao-tsai, Pi Chun-hua - Chang Te-yi, Li Feng-chi, Sheng Ke-tsien - Cheng Yung-ming, Li Chih-hsien.
Dánsko: Volf – Fabricius, Hjortshøj, J. Jensen, Lund-Andersen, Holten-Møller, N. Petersen – Degn, Hviid, Schou - J. Therkildsen, C. Nielsen, S. Lauritsen – Søegaard, Sørensen, W. Andreasen - F. Nielsen.

 Bulharsko -  Čína 3:3 (2:1, 1:1, 0:1)
10. března 1973 – Haag

Branky Bulharska: 3:44 Nenov, 7:24 Gerasimov, 36:59 I. Bačvarov

Branky Číny: 12:57 Cheng Yung-ming, 28:39 Pi Chun-hua, 58:21 Chang Te-yi

Rozhodčí: Cressman (CAN), Smith (GBR)

Vyloučení: 4:5

Využití přesilovek: 0:0
Bulharsko: Radev - O. Christov, I. Penelov, T. Lesev, Krastinov, Mečkov, D. Lazarov, Ralenekov – Nenov, I. Atanasov, M. Atanasov - I. Bačvarov, M. Bačvarov, Dimov – Gerasimov, Stojlov, Dančev - E. Michajlov.
Čína: Chen Teng-yun - Cheng Ke, Li Wen-hung, Chang Ying-hu, Hsu Fu, Kung Chui-hsi, Chin Heng-chi - Yang Wan-chun, Huang Pen-fa, Yen Yu-lin - Wang Chun-hsien, Chen Sheng-ping, Pi Chun-hua - Chang Te-yi, Li Feng-chi, Sheng Ke-tsien - Cheng Yung-ming, Li Chih-hsien.

 Nizozemsko –  Maďarsko 5:3 (3:0, 2:2, 0:1)
10. března 1973 – Tilburg

Branky Nizozemska: 4:14 de Heer, 7:13 de Graauw, 16:04 Simons, 35:41 J. McDonald, 36:34 Krikke

Branky Maďarska: 25:45 Havrán, 35:53 Muhr, 49:30 Bikar

Rozhodčí: Gerber (SUI), de Paepe (BEL)

Vyloučení: 3:2

Využití přesilovek: 0:1
Nizozemsko: Göbel - van Dun, Christiaans, van Veghel, Roomer, Verboom, van Soldt - J. McDonald, Burger, Simons - de Graauw, de Heer, Krikke – Hunting, de Groot, van Wieren - Koopmans, R. Hagendoorn.
Maďarsko: Balogh – Széles, Bánkuti, Krasznai, Treplán, Gogolak, Enyedi – Balint, Menyhárt, Galambos – Kereszty, Mészöly, Havrán – Pöth, Bikar, Deák - Ugray, Muhr.

 Francie –  Velká Británie 3:1 (0:1, 1:0, 2:0)
10. března 1973 – Haag

Branky Francie: 22:11 Prechac, 43:04 Lang, 54:10 Prechac

Branky Velké Británie: 9:50 Reilly

Rozhodčí: Popov (BUL), Fischer (NOR)

Vyloučení: 4:4 navíc Prechac na 5 min.

Využití přesilovek: 0:0
Francie: Sozzi – Lang, Cabanis, R. Blanchard, Oprandi, Godeau, Bibier, Galiay – Prechac, Francheterre, Mazza – Boissonnier, Vassieux, Smaniotto – Guennelon, Guryča, Itzicsohn - Galland.
Velká Británie: Reid (29:00 Puller) - A. Brennan, Inglis, McIntosh, Cassidy, Lavetty, H. Pearson - P. Johnson, T. Matthews, K. Matthews - Law. Lovell, McBride, Reilly - G. Pearson, J. Pearson, Miller - Spence, S. McDonald.

 Norsko –  Dánsko 14:2 (4:1, 5:0, 5:1)
10. března 1973 – Utrecht

Branky Norska: 0:42 B. Andreassen, 5:08 M. Johansen, 6:54 Øvstedal, 10:39 Mikkelsen, 21:34 B. Andreassen, 23:42 Th. Kristiansen, 32:03 Sethereng, 33:52 Mikkelsen, 36:54 Røymark, 43:12 Kirkvaag, 49:18 Kirkvaag, 52:24 B. Andreassen, 55:18 Øvstedal, 56:52 Sethereng

Branky Dánska: 1:46 S. Lauritsen, 49:52 N. Petersen

Rozhodčí: Gubernu (ROM), Zagorski (POL)

Vyloučení: 1:4

Využití přesilovek: 2:0
Norsko: Goldstein – Kinder, B. Jansen, N. Nilsen, Martinsen, Molberg, Ingjer, Ruud - K. Thorkildsen, B. Andreassen, Kirkvaag – Røymark, M. Johansen, Sethereng – Mikkelsen, Th. Kristiansen, Øvstedal - V. Johansen.
Dánsko: Volf (6:55 Stiller) – Fabricius, Hjortshøj, J. Jensen, Lund-Andersen, Holten-Møller, N. Petersen – Degn, Hviid, Ovesen - J. Therkildsen, C. Nielsen, Schou – Søegaard, W. Andreasen, S. Lauritsen - F. Nielsen, Thomsen.

 Nizozemsko –  Velká Británie 13:3 (3:3, 5:0, 5:0)
12. března 1973 – Utrecht

Branky Nizozemska: 10:24 Hunting, 14:31 de Graauw, 18:53 Simons, 26:43 de Graauw, 30:14 Simons, 31:24 de Graauw, 34:17 Simons, 36:59 de Heer, 42:28 J. McDonald, 49:24 J. McDonald, 51:43 van Soldt, 54:04 de Heer, 58:03 Christiaans

Branky Velké Británie: 7:20 Law. Lovell, 7:50 P. Johnson, 17:10 T. Matthews

Rozhodčí: Pianfetti (FRA), Berloffa (ITA)

Vyloučení: 5:2

Využití přesilovek: 0:1

Branky v oslabení: 1:0
Nizozemsko: van Schilt (17:11 Göbel) - van Dun, Christiaans, van Veghel, Roomer, Verboom, van Wieren, van den Borg - J. McDonald, Burger, Simons - de Graauw, de Heer, Krikke – Hunting, Koopmans, van Soldt - R. Hagendoorn.
Velká Británie: Reid - A. Brennan, Inglis, Lavetty, Cassidy, McIntosh, T. Matthews, P. Murray - S. McDonald, Spence, Miller - Law. Lovell, McBride, Reilly - G. Pearson, J. Pearson, K. Matthews - P. Johnson.

 Bulharsko -  Dánsko 2:1 (1:1, 1:0, 0:0)
12. března 1973 – Haag

Branky Bulharska: 7:52 I. Bačvarov, 34:59 I. Bačvarov

Branky Dánska: 3:52 Schou

Rozhodčí: Smith (GBR), Cressman (CAN)

Vyloučení: 5:7

Využití přesilovek: 0:0
Bulharsko: Radev - O. Christov, T. Lesev, I. Penelov, Krastinov, Mečkov, D. Lazarov, Ralenekov – Nenov, I. Atanasov, M. Atanasov - I. Bačvarov, M. Bačvarov, Dimov – Gerasimov, Stojlov, Dančev - E. Michajlov.
Dánsko: Volf – Fabricius, Hjortshøj, J. Jensen, Lund-Andersen, Holten-Møller, N. Petersen – Degn, Hviid, Schou - J. Therkildsen, C. Nielsen, S. Lauritsen – Søegaard, Sørensen, W. Andreasen - F. Nielsen, Thomsen.

 Norsko –  Čína 4:0 (1:0, 1:0, 2:0)
12. března 1973 – Haag

Branky Norska: 3:10 B. Andreassen, 33:16 Mikkelsen, 47:15 Kirkvaag, 59:37 Kirkvaag

Branky Číny: nikdo

Rozhodčí: Zagorski (POL), Elley (DEN)

Vyloučení: 2:3

Využití přesilovek: 0:0
Norsko: Solberg – Kinder, B. Jansen, N. Nilsen, Martinsen, Molberg, Ingjer, Ruud - K. Thorkildsen, B. Andreassen, Kirkvaag – Røymark, M. Johansen, Sethereng – Mikkelsen, Th. Kristiansen, Øvstedal - V. Johansen.
Čína: Chen Teng-yun - Cheng Ke, Li Wen-hung, Chang Ying-hu, Hsu Fu, Kung Chui-hsi, Chin Heng-chi - Yang Wan-chun, Huang Pen-fa, Yen Yu-lin - Wang Chun-hsien, Sheng Ke-tsien, Pi Chun-hua - Li Feng-chi, Chang Te-yi, Li Chih-hsien - Cheng Yung-ming.

 Francie -  Maďarsko 1:7 (1:2, 0:1, 0:4)
12. března 1973 – Tilburg

Branky Francie: 7:54 Guryča

Branky Maďarska: 0:40 Kereszty, 11:10 Mészöly, 24:10 Mészöly, 42:48 Pöth, 51:02 Kereszty, 53:16 Muhr, 58:37 Kereszty.

Rozhodčí: Gubernu (ROM), Gerber (SUI)

Vyloučení: 7:6

Využití přesilovek: 1:0
Francie: Sozzi – Lang, Cabanis, R. Blanchard, Godeau, Itzicsohn – Prechac, Francheterre, Mazza – Bibier, Boissonnier, Galland – Guennelon, Guryča, Charlet - Vassieux, Smaniotto.
Maďarsko: Balogh – Széles, Bánkuti, Gogolak, Enyedi, Krasznai, Treplán – Kereszty, Mészöly, Havrán – Pöth, Bikar, Menyhárt – Tassy, Balint, Galambos - Ugray, Muhr.

 Bulharsko -  Nizozemsko 5:8 (2:1, 1:4, 2:3)
13. března 1973 – Tilburg

Branky Bulharska: 4:23 Nenov, 10:23 Dimov, 32:02 Gerasimov, 48:15 Stojlov, 55:34 Dančev

Branky Nizozemska: 9:50 de Graauw, 24:45 Simons, 25:35 Koopmans, 34:49 de Graauw, 38:55 Simons, 45:41 de Heer, 51:41 Simons, 54:05 Hunting

Rozhodčí: Fischer (NOR), Elley (DEN)

Vyloučení: 8:7 navíc I. Penelov na 10 min.

Využití přesilovek: 1:2
Bulharsko: Radev - O. Christov, Mečkov, I. Penelov, T. Lesev, Krastinov, D. Lazarov, Ralenekov - M. Atanasov, M. Bačvarov, Dimov – Gerasimov, Dančev, Stojlov – Nenov, I. Atanasov, I. Bačvarov - E. Michajlov.
Nizozemsko: Göbel – Verboom, Roomer, van Veghel, van Soldt, van Dun, Christiaans, van den Borg - J. McDonald, Burger, Simons - de Graauw, de Heer, Hunting - de Groot, van Wieren, R. Hagendoorn - Koopmans.

 Maďarsko –  Čína 9:6 (2:0, 4:3, 3:3)
13. března 1973 – Utrecht

Branky Maďarska: 2:11 Deák, 7:06 Havrán, 20:59 Pöth, 21:48 Deák, 31:07 Mészöly, 38:47 Balint, 47:02 Havrán, 51:02 Muhr, 53:16 Pöth

Branky Číny: 24:01 Li Chih-hsien, 25:45 Sheng Ke-tsien, 26:22 Chin Heng-chi, 44:17 Yang Wan-chun, 55:25 Cheng Ke, 57:09 Wang Chun-hsien

Rozhodčí: Gerber (SUI), Smith (GBR)

Vyloučení: 5:2

Využití přesilovek: 0:0

Branky v oslabení: 2:0
Maďarsko: Balogh – Krasznai, Treplán, Gogolak, Enyedi, Széles, Bánkuti – Kereszty, Mészöly, Havrán – Pöth, Bikar, Deák – Muhr, Galambos, Balint - Ugray, Tassy.
Čína: Chen Teng-yun - Cheng Ke, Li Wen-hung, Chang Ying-hu, Hsu Fu, Kung Chui-hsi, Chin Heng-chi - Yang Wan-chun, Huang Pen-fa, Yen Yu-lin - Wang Chun-hsien, Chen Sheng-ping, Pi Chun-hua - Li Feng-chi, Chang Te-yi, Sheng Ke-tsien - Li Chih-hsien, Cheng Yung-ming.

 Francie –  Dánsko 6:3 (2:2, 2:1, 2:0)
13. března 1973 – Haag

Branky Francie: 9:07 PS Lang, 17:59 Mazza, 24:39 Lang, 28:46 Lang, 54:47 Lang, 59:25 Mazza

Branky Dánska: 14:18 J. Therkildsen, 19:41 Fabricius, 30:23 PS Hviid

Rozhodčí: Popov (BUL), Zagorski (POL)

Vyloučení: 5:3

Využití přesilovek: 0:0
Francie: Jaccaz – Lang, Cabanis, R. Blanchard, Godeau, Oprandi, Galiay – Guennelon, Guryča, Itzicsohn – Boissonnier, Vassieux, Smaniotto – Prechac, Francheterre, Mazza - Bibier, Galland.
Dánsko: Volf – Fabricius, Hjortshøj, J. Jensen, Lund-Andersen, Holten-Møller, N. Petersen – Degn, Hviid, Schou - J. Therkildsen, C. Nielsen, S. Lauritsen – Søegaard, Sørensen, W. Andreasen - F. Nielsen, Ovesen.

 Norsko –  Velká Británie 11:3 (5:1, 5:1, 1:1)
13. března 1973 – Haag

Branky Norska: 5:27 Martinsen, 7:35 K. Thorkildsen, 9:58 V. Johansen, 12:10 K. Thorkildsen, 13:57 Mikkelsen, 21:40 Martinsen, 31:28 Sethereng, 32:01 Sethereng, 38:29 V. Johansen, 39:10 V. Johansen, 54:11 B. Andreassen

Branky Velké Británie: 3:20 McBride, 39:25 K. Matthews, 49:12 G. Pearson

Rozhodčí: Pianfetti (FRA), de Paepe (BEL)

Vyloučení: 2:3

Využití přesilovek: 2:0
Norsko: Goldstein – Kinder, B. Jansen, Ruud, Martinsen, Molberg, Ingjer, N. Nilsen - K. Thorkildsen, B. Andreassen, Kirkvaag – Røymark, M. Johansen, Sethereng – Mikkelsen, Th. Kristiansen, V. Johansen - Sundby.
Velká Británie: Reid - A. Brennan, Inglis, H. Pearson, Cassidy, McIntosh, T. Matthews, P. Murray - S. McDonald, Spence, Miller - Law. Lovell, McBride, Reilly - G. Pearson, J. Pearson, K. Matthews - P. Johnson.

 Bulharsko –  Velká Británie 9:2 (3:0, 2:1, 4:1)
15. března 1973 – Tilburg

Branky Bulharska: 14:50 E. Michajlov, 19:10 Gerasimov, 21:10 Krastinov, 31:48 I. Atanasov, 47:23 Nenov, 48:21 I. Bačvarov, 49:27 Stojlov, 53:21 Stojlov, 54:39 E. Michajlov

Branky Velké Británie: 19:27 Spence, 56:12 T. Matthews

Rozhodčí: Berloffa (ITA), de Paepe (BEL)

Vyloučení: 3:5

Využití přesilovek: 0:0
Bulharsko: Radev (50:00 A. Iliev) - O. Christov, T. Lesev, I. Penelov, Krastinov, Mečkov, D. Lazarov, Ralenekov – Gerasimov, Dančev, Stojlov - M. Atanasov, M. Bačvarov, E. Michajlov – Nenov, I. Atanasov, I. Bačvarov - A. Dimitrov.
Velká Británie: Reid - A. Brennan, Inglis, H. Pearson, Lavetty, Cassidy, T. Matthews, P. Murray - S. McDonald, Spence, Miller - Law. Lovell, McBride, Reilly - G. Pearson, J. Pearson, K. Matthews - P. Johnson.

 Dánsko -  Nizozemsko 0:14 (0:6, 0:6, 0:2)
15. března 1973 – Rotterdam

Branky Dánska: nikdo

Branky Nizozemska: 0:54 de Graauw, 5:42 PS de Graauw, 10:40 Koopmans, 11:33 van Wieren, 14:59 J. McDonald, 16:12 de Graauw, 21:16 de Heer, 25:03 Hunting, 26:39 de Graauw, 36:05 Hunting, 37:18 Simons, 38:55 de Graauw, 41:48 de Heer, 53:44 Simons

Rozhodčí: Pianfetti (FRA), Zagorski (POL)

Vyloučení: 4:7 navíc F. Nielsen na 10 min.

Využití přesilovek: 0:0
Dánsko: Volf (15:00 – 40:00 Stiller) – Fabricius, Hjortshøj, J. Jensen, Lund-Andersen, Holten-Møller, N. Petersen – Degn, Hviid, Schou - F. Nielsen, S. Lauritsen, C. Nielsen – Søegaard, Sørensen, W. Andreasen - Thomsen, Ovesen.
Nizozemsko: Göbel - van den Borg, Roomer, van Veghel, van Soldt, van Dun, Christiaans - J. McDonald, Burger, Simons - de Graauw, de Heer, Krikke – Koopmans, Hunting, van Wieren - de Groot, R. Hagendoorn.

 Francie -  Čína 1:2 (0:1, 0:0, 1:1)
15. března 1973 – Tilburg

Branky Francie: 51:16 Vassieux

Branky Číny: 1:22 Wang Chun-hsien, 42:42 Yang Wan-chun

Rozhodčí: Popov (BUL), Gubernu (ROM)

Vyloučení: 4:3

Využití přesilovek: 0:0
Francie: Sozzi – Lang, Cabanis, R. Blanchard, Godeau, Oprandi, Galiay – Guennelon, Guryča, Itzicsohn – Boissonnier, Vassieux, Smaniotto – Bibier, Francheterre, Mazza - Prechac, Galland.
Čína: Chen Teng-yun - Cheng Ke, Li Wen-hung, Chang Ying-hu, Hsu Fu, Kung Chui-hsi, Chin Heng-chi - Yang Wan-chun, Huang Pen-fa, Yen Yu-lin - Wang Chun-hsien, Sheng Ke-tsien, Pi Chun-hua - Li Feng-chi, Chang Te-yi, Li Chih-hsien - Cheng Yung-ming.

 Maďarsko -  Norsko 0:6 (0:1, 0:3, 0:2)
15. března 1973 – Geleen

Branky Maďarska: nikdo

Branky Norska: 17:50 Kirkvaag, 23:38 Ingjer, 36:47 Mikkelsen, 39:09 Martinsen, 44:57 K. Thorkildsen, 48:06 Kinder

Rozhodčí: Smith (GBR), Gerber (SUI)

Vyloučení: 4:4

Využití přesilovek: 0:0

Branky v oslabení: 0:1
Maďarsko: Balogh – Széles, Bánkuti, Gogolak, Enyedi, Krasznai, Treplán – Menyhárt, Muhr, Balint – Kereszty, Mészöly, Havrán – Pöth, Bikar, Deák - Ugray, Tassy.
Norsko: Solberg – Kinder, B. Jansen, N. Nilsen, Martinsen, Molberg, Ingjer, Ruud - K. Thorkildsen, B. Andreassen, Kirkvaag – Røymark, Øvstedal, Sethereng – Mikkelsen, Th. Kristiansen, V. Johansen - M. Johansen.

 Čína -  Nizozemsko 0:7 (0:1, 0:2, 0:4)
16. března 1973 – Rotterdam

Branky Číny: nikdo

Branky Nizozemska: 18:52 Hunting, 26:23 Christiaans, 38:13 de Graauw, 43:21 de Heer, 44:02 Koopmans, 48.23 Simons, 49.40 Koopmans

Rozhodčí: Smith (GBR), Gerber (SUI)

Vyloučení: 2:3

Využití přesilovek: 1:0
Čína: Chen Teng-yun - Cheng Ke, Li Wen-hung, Chang Ying-hu, Hsu Fu, Kung Chui-hsi, Chin Heng-chi - Yang Wan-chun, Huang Pen-fa, Yen Yu-lin - Wang Chun-hsien, Chen Sheng-ping, Pi Chun-hua - Li Feng-chi, Chang Te-yi, Sheng Ke-tsien - Li Chih-hsien, Cheng Yung-ming.
Nizozemsko: Göbel (50:00 van Schilt) - van den Borg, Verboom, van Veghel, van Soldt, van Dun, Christiaans - J. McDonald, Burger, Simons - de Graauw, de Heer, Krikke – Koopmans, Hunting, van Wieren - de Groot, R. Hagendoorn.

 Maďarsko –  Bulharsko 5:1 (3:1, 0:0, 2:0)
16. března 1973 – Nijmegen

Branky Maďarska: 1:35 Kereszty, 6:57 Deák, 7:26 Pöth, 48:02 Deák, 55:08 Menyhárt

Branky Bulharska: 6:07 I. Bačvarov

Rozhodčí: de Paepe (BEL), Cressman (CAN)

Vyloučení: 2:3

Využití přesilovek: 0:0
Maďarsko: Balogh – Széles, Bánkuti, Gogolak, Enyedi, Krasznai, Treplán – Pöth, Bikar, Deák – Kereszty, Mészöly, Havrán – Menyhárt, Galambos, Balint - Muhr, Tassy.
Bulharsko: Radev - O. Christov, T. Lesev, I. Penelov, Krastinov, Mečkov, D. Lazarov, Ralenekov – Gerasimov, Dančev, Stojlov - M. Atanasov, Dimov, M. Bačvarov – Nenov, I. Atanasov, I. Bačvarov - E. Michajlov.

 Velká Británie –  Dánsko 8:8 (1:4, 4:1, 3:3)
16. března 1973 – Haag

Branky Velké Británie: 14:46 Law. Lovell, 21:48 A. Brennan, 24:56 Spence, 25:45 Law. Lovell, 38:55 K. Matthews, 47:00 Reilly, 47:22 Law. Lovell, 56:47 Reilly

Branky Dánska: 5:58 S. Lauritsen, 10:48 Søegaard, 17:14 Lund-Andersen, 17:47 F. Nielsen, 20:46 J. Therkildsen, 57:06 Hjortshøj, 58:52 Schou, 59:05 Fabricius

Rozhodčí: Gubernu (ROM), Pianfetti (FRA)

Vyloučení: 4:8

Využití přesilovek: 2:0
Velká Británie: Reid (20:00 Puller) - A. Brennan, Inglis, H. Pearson, Lavetty, Cassidy, T. Matthews, P. Murray - S. McDonald, Spence, Miller - Law. Lovell, McBride, Reilly - G. Pearson, J. Pearson, K. Matthews - P. Johnson.
Dánsko: Volf (20:01 – 24:56 Stiller) – Fabricius, Hjortshøj, J. Jensen, Lund-Andersen, Holten-Møller, N. Petersen – Degn, Hviid, Schou - J. Therkildsen, C. Nielsen, S. Lauritsen – Søegaard, Sørensen, W. Andreasen - F. Nielsen, Ovesen.

 Francie -  Norsko 3:8 (3:1, 0:4, 0:3)
16. března 1973 – Tilburg

Branky Francie: 6:47 Galland, 11:53 Lang, 17:10 Galland

Branky Norska: 9:14 N. Nilsen, 21:32 Øvstedal, 25:30 V. Johansen, 29:37 V. Johansen, 39:51 Mikkelsen, 40:44 B. Andreassen, 46:35 Molberg, 47:19 B. Jansen

Rozhodčí: Elley (DEN), Zagorski (POL)

Vyloučení: 1:0

Využití přesilovek: 0:1
Francie: Jaccaz (40:00 Sozzi) – Lang, Cabanis, R. Blanchard, Godeau, Oprandi, Galiay – Guennelon, Guryča, Itzicsohn – Boissonnier, Vassieux, Smaniotto – Galland, Francheterre, Mazza.
Norsko: Solberg – Kinder, B. Jansen, N. Nilsen, Martinsen, Molberg, Ingjer, Ruud - K. Thorkildsen, B. Andreassen, Kirkvaag – Røymark, Øvstedal, Sethereng – Mikkelsen, Th. Kristiansen, V. Johansen - M. Johansen.

 Čína –  Velká Británie 7:1 (2:0, 2:1, 3:0)
17. března 1973 – Rotterdam

Branky Číny: 5:51 Wang Chun-hsien, 14:39 Sheng Ke-tsien, 29:46 Chang Te-yi, 36:17 Chang Te-yi, 43:30 Li Chih-hsien, 47:28 Li Chih-hsien, 54:57 Huang Pen-fa

Branky Velké Británie: 36:32 Miller

Rozhodčí: Fischer (NOR), de Paepe (BEL)

Vyloučení: 4:4

Využití přesilovek: 2:0
Čína: Chen Teng-yun - Cheng Ke, Li Wen-hung, Chang Ying-hu, Hsu Fu, Kung Chui-hsi, Chin Heng-chi - Yang Wan-chun, Huang Pen-fa, Yen Yu-lin - Wang Chun-hsien, Sheng Ke-tsien, Pi Chun-hua - Li Feng-chi, Chang Te-yi, Li Chih-hsien - Cheng Yung-ming.
Velká Británie: Puller - A. Brennan, Inglis, H. Pearson, Cassidy, McIntosh, T. Matthews, P. Murray - S. McDonald, Spence, Miller - Law. Lovell, McBride, Reilly - G. Pearson, J. Pearson, K. Matthews - P. Johnson.

 Norsko -  Nizozemsko 6:3 (2:1, 2:1, 2:1)
18. března 1973 – Haag

Branky Norska: 2:41 K. Thorkildsen, 3:41 M. Johansen, 21:30 M. Johansen, 23:35 M. Johansen, 48:00 Røymark, 56:04 Sethereng

Branky Nizozemska: 17:54 de Graauw, 31:20 van Wieren, 41:49 Simons

Rozhodčí: Smith (GBR), Gerber (SUI)

Vyloučení: 12:9

Využití přesilovek: 3:1

Branky v oslabení: 1:0
Norsko: Solberg – Kinder, B. Jansen, Ruud, Martinsen, Molberg, Ingjer, N. Nilsen - K. Thorkildsen, B. Andreassen, Kirkvaag - M. Johansen, Øvstedal, Sethereng – Mikkelsen, Th. Kristiansen, V. Johansen - Røymark.
Nizozemsko: Göbel – Roomer, Verboom, van Veghel, van Soldt, van Dun, Christiaans, van den Borg - J. McDonald, Burger, Simons - de Graauw, de Heer, Krikke – Koopmans, R. Hagendoorn, van Wieren - de Groot.

 Dánsko -  Maďarsko 5:11 (1:3, 1:6, 3:2)
18. března 1973 – Rotterdam

Branky Dánska: 3:57 Hviid, 23:05 Hviid, 40:10 S. Lauritsen, 54:57 Thomsen, 58:30 Thomsen

Branky Maďarska: 0:42 Mészöly, 1:26 Deák, 12:14 Balint, 27:06 Havrán, 31:33 Enyedi, 33:00 Kereszty, 34:36 Menyhárt, 36:17 Enyedi, 38:55 Muhr, 47:05 Havrán, 48:50 Bikar

Rozhodčí: Berloffa (ITA), Cressman (CAN)

Vyloučení: 6:6

Využití přesilovek: 0:1

Branky v oslabení: 0:1
Dánsko: Volf (40:00 Stiller) - Holten-Møller, N. Petersen, J. Jensen, Lund-Andersen, Fabricius, Hjortshøj – Degn, Hviid, Schou - J. Therkildsen, C. Nielsen, S. Lauritsen - F. Nielsen, Søegaard, W. Andreasen - Thomsen, Ovesen.
Maďarsko: Balogh (40:01 Kovalcsik) – Széles, Bánkuti, Gogolak, Enyedi, Krasznai, Treplán – Kereszty, Mészöly, Havrán – Pöth, Bikar, Deák – Menyhárt, Muhr, Balint - Ugray, Tassy.

  Francie -  Bulharsko 5:6 (1:4, 3:0, 1:2)
18. března 1973 – Utrecht

Branky Francie: 11:42 Vassieux, 20:22 Prechac, 23:53 Lang, 32:18 Bibier, 48:09 Francheterre

Branky Bulharska: 0:33 Dimov, 4:35 I. Bačvarov, 14:44 Nenov, 15:55 Dančev, 53:03 M. Bačvarov, 53:18 M. Bačvarov

Rozhodčí: Fischer (NOR), Gubernu (ROM)

Vyloučení: 8:11 navíc O. Christov na 10 min.

Využití přesilovek: 3:1
Francie: Sozzi – Lang, Cabanis, R. Blanchard, Godeau, Oprandi, Galiay – Guennelon, Guryča, Galland – Boissonnier, Vassieux, Smaniotto – Itzicsohn, Francheterre, Mazza - Prechac, Bibier.
Bulharsko: Radev - O. Christov, T. Lesev, I. Penelov, Krastinov, Mečkov, D. Lazarov, Ralenekov – Gerasimov, Dančev, Stojlov - M. Atanasov, Dimov, M. Bačvarov – Nenov, I. Atanasov, I. Bačvarov - E. Michajlov.